# Richard R. Nelson
Richard Robinson „Dick“ Nelson (* 4. Mai 1930 in New York City; † 28. Januar 2025) war ein US-amerikanischer Wirtschaftswissenschaftler und Professor für internationale Angelegenheiten an der Columbia University. Er galt als einer der führenden Vertreter der Evolutionsökonomik.

## Leben
Nelson wuchs in Washington, D.C. als Sohn eines Regierungsökonoms auf. Im Jahr 1952 erhielt er einen B.A. am Oberlin College. Er machte seinen Ph.D. 1956 an der Yale University. Im Jahr 1957 war er Assistant Professor am Oberlin College. Von 1957 bis 1960 sowie 1964 bis 1968 arbeitete er als Ökonom bei der RAND Corporation. Von 1960 bis 1961 hatte er eine Associate-Professur am Carnegie Institute of Technology inne. Von 1961 bis 1963 gehörte er dem Council of Economic Advisors an. 1968 übernahm Nelson eine Professur für Volkswirtschaftslehre an der Yale University, wo er von 1980 bis 1986 das Institute for Social and Policy Studies leitete. 1986 wechselte er an die Columbia University, wo er bis 2005 lehrte. Ab 2005 war er Direktor des Program on Science, Technology and Global Development am Earth Institute der Columbia University.

## Wirken
Nelsons Forschung konzentrierte sich vor allem auf den Prozess langfristigen ökonomischen Wandels und die Bedeutung technologischer Entwicklung. In jüngeren Arbeiten betrachtete er die Rolle staatlicher Maßnahmen in modernen Volkswirtschaften. Gemeinsam mit Sidney G. Winter veröffentlichte er 1982 das Buch An Evolutionary Theory of Economic Change, das als grundlegender Text in der strategischen Managementforschung gilt. Nelson und Winter legten darin den Schwerpunkt auf Routinen in Unternehmen und die Bedeutung eines evolutionären Prozesses bei der Entwicklung unternehmerischer Fähigkeiten. Er spielte zudem eine wichtige Rolle als Organisator und Initiator internationaler Forschungsprojekte auf dem Gebiet der Innovationsforschung.

## Ehrungen
- 1997: Aufnahme in die American Academy of Arts and Sciences
- 2005: Leontief-Preis[7]
- Tinbergen Award[5]
- Veblen-Commons Award[5]
- Honda Prize[5]
- Honorary Lifetime President der International Schumpeter Society[5]

Nach Nelson ist außerdem der Richard-R.-Nelson-Preis der wissenschaftlichen Fachzeitschriften Research Policy und Industrial and Corporate Change benannt.

## Werke
- als Herausgeber mit Jan Fagerberg und David C. Mowery: The Oxford Handbook of Innovation. Oxford University Press, Oxford u. a. 2005, ISBN 0-19-928680-9.
- Understanding Technical Change as an Evolutionary Process. (= Professor Dr. F. De Vries Lectures in Economics. Theory, Institutions, Policy. Bd. 8). North-Holland, Amsterdam u. a. 1987, ISBN 0-444-70207-5.
- mit Sidney G. Winter: An Evolutionary Theory of Economic Change. Belknap Press of Harvard University Press, Cambridge MA u. a. 1982, ISBN 0-674-27228-5.

## Belege
1. ↑  Tribute to Dick Nelson (1930-2025). In: beta-economics.fr. 14. Februar 2025, abgerufen am 2. März 2025 (englisch).
2. ↑  Obituary Richard Nelson (4th May1930 – 28th January 2025). In: International Joseph A. Schumpeter Society. Abgerufen am 2. März 2025 (englisch).
3. ↑  Geoffrey M. Hodgson: The 2007 Veblen-Commons Award Recipient: Richard R. Nelson. (Memento vom 7. Juli 2012 im Webarchiv archive.today) In: Journal of Economic Issues. Bd. 41, Nr. 2, ISSN 0021-3624, 2007, S. 311.
4. 1 2 3  Professor Murmann's Research Blog: Nelson, Richard R. (born 1930). Abgerufen am 1. Februar 2025 (englisch).
5. 1 2 3 4 5 6 7 8 9 10 11 12 13 14 15  http://etss.net/nelson/NELSON_cv2009.pdf
6. ↑  Richard R. Nelson | Inno Resource. 23. Juli 2013, abgerufen am 1. Februar 2025.
7. ↑  Leontief Prize for Advancing the Frontiers of Economic Thought. ase.tufts.edu, abgerufen am 12. Oktober 2015 (englisch).
8. ↑  Industrial and Corporate Change | THE RICHARD R. NELSON AWARD PRIZE. oxfordjournals.org, abgerufen am 14. November 2015 (englisch).

| Personendaten    | Personendaten                                 |
| ---------------- | --------------------------------------------- |
| NAME             | Nelson, Richard R.                            |
| ALTERNATIVNAMEN  | Nelson, Richard Robinson (vollständiger Name) |
| KURZBESCHREIBUNG | US-amerikanischer Wirtschaftswissenschaftler  |
| GEBURTSDATUM     | 4. Mai 1930                                   |
| GEBURTSORT       | New York City                                 |
| STERBEDATUM      | 28. Januar 2025                               |